# Vil·la romana
|  | No s'ha de confondre amb Vila o Vil·la (residència). |

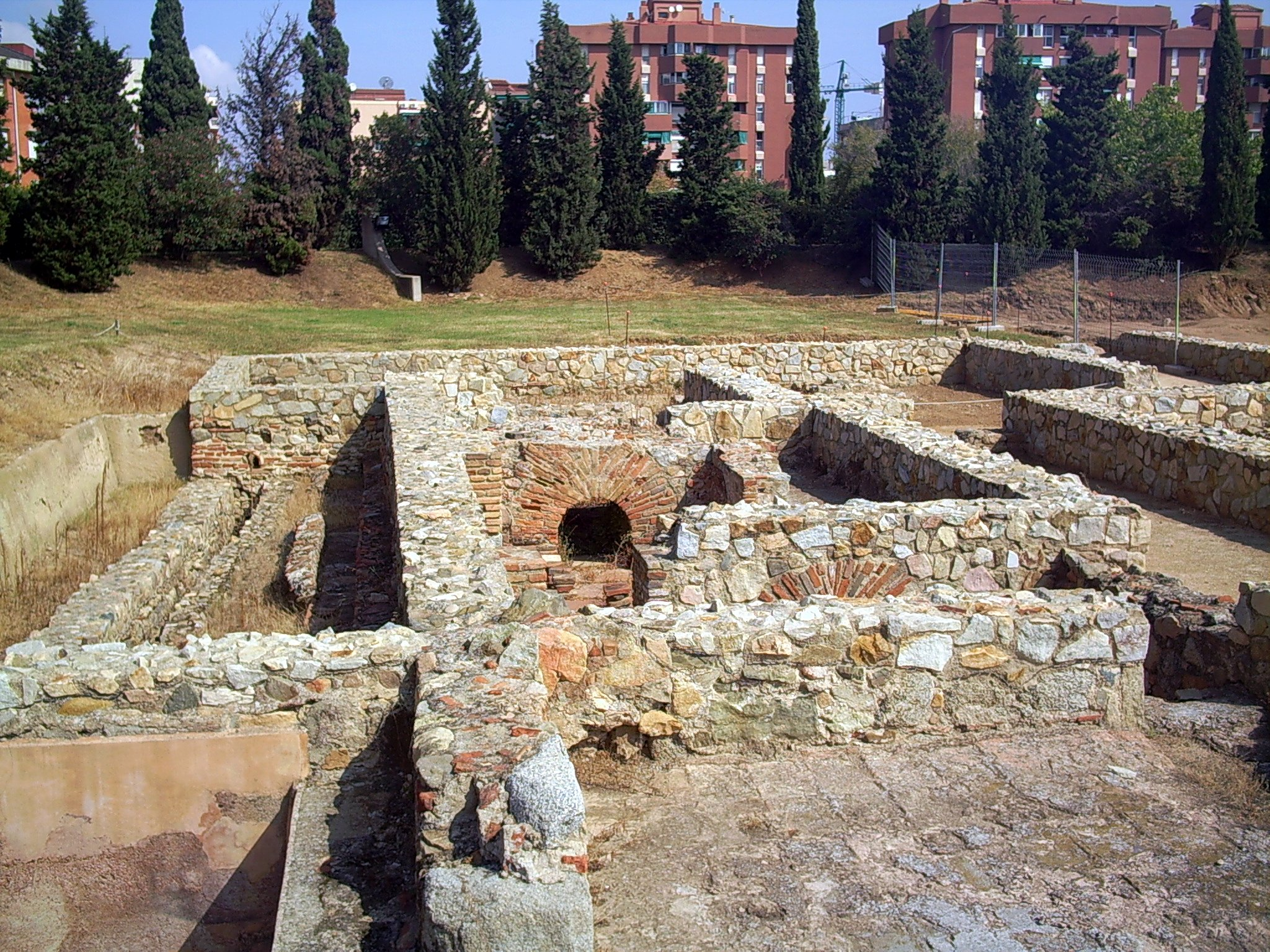
Restes de la vil·la romana de Can Llauder, situada a Mataró

Una vil·la (llatí: villa), a l'antiga Roma, era un centre d'explotació agrària que en alguns casos esdevingué segona residència de patricis que vivien a la ciutat, construïda durant la república romana i l'Imperi romà. La vil·la tenia una part urbana, on habitava el propietari de l'explotació, una part rústica reservada als treballadors (esclaus), les eines i els animals, i una part fructuària on s'elaboraven i es conservaven els productes que havia generat l'explotació agrícola de la vil·la. Una vil·la era originàriament una casa de camp romana construïda per a la classe alta. Hi ha dos tipus de vil·les: la vil·la urbana, que va ser seu d'un país que podria ser fàcilment accessible des de Roma (o una altra ciutat) per una nit o dues, i la vil·la rústica, una granja-casa, una finca permanentment ocupada pels agents que havien encarregat de la massa i que tal vegada només s'ocupava en segons quines estacions. En el marc de l'imperi hi va haver una concentració de vil·les imperials prop de la badia de Nàpols, sobretot a l'illa de Capri, al mont Circeo a la costa i a Antium (Anzio). Rics romans escapaven de la calor de l'estiu als turons de Roma, especialment als voltants de Frascati (p. ex.: Villa Adriana).
Una vil·la era concebuda com una unitat de producció bàsica, destinada a l'explotació agropecuària d'una extensió de terreny determinada. Però també, i a la vegada, era el lloc de descans i d'esbarjo dels propietaris, que es retiraven a les seves cases al camp, tot fugint del soroll i del trànsit de la ciutat. A més de les terres destinades a aquesta explotació agrícola, en una vil·la són necessàries unes estructures arquitectòniques on es desenvolupin les activitats. Se'n poden distingir, d'aquesta manera, dues parts bàsiques: d'una banda, les estances que constitueixen la residència del propietari de la vil·la i la família (la vil·la residencial) i, d'altra, les dependències destinades als treballs del camp (la vil·la rústica).
La zona residencial segueix, en certa manera, l'evolució dels esquemes arquitectònics de les cases urbanes (les domii), on les dependències senyorials s'articulen a l'entorn d'una habitació central –oberta i porticada– que, segons les seves característiques i situació, rep el nom d'atri (del llatí atrium) o peristil (del llatí peristylum). Evidentment, segons el poder adquisitiu dels propietaris, presenten major riquesa i complexitat arquitectònica. Menjadors d'estiu i d'hivern (triclinia), dormitoris (cubicula), sales de recepció i de reunions (oecus), biblioteques, banys termals, etc., són algunes de les estances que es podien trobar en aquestes cases, segons les necessitats dels propietaris. Les dependències de la vil·la rústica eren més modestes i funcionals. S'hi poden trobar les habitacions dels esclaus que feien les tasques agrícoles (cellae), els estables dels animals (stabula), els magatzems del gra, els trulls per a premsar olives o raïm (torcularia) i els dipòsits per a líquids, així com altres instal·lacions com els forns ceràmics per fabricar els contenidors –àmfores i gerres– per a transportar l'oli i el vi excedents.

## Evolució

### Orígens

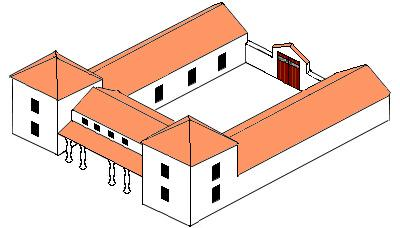
Model de vil·la

Els seus orígens es remunten a les vil·les gregues del segle v aC i apareixen a la zona del Laci un segle més tard. Aquestes propietats podien consistir en petites hisendes dependents del treball familiar o, en canvi, en grans propietats, amb treballadors esclaus o servents. En els segles II i I aC es produeix un creixement econòmic i la progressiva desaparició dels petits agricultors paral·lela a un augment significatiu de latifundis. Això repercuteix positivament en les Villae: la part residencial és cada vegada més sofisticada i elegant i es constitueixen en magnífiques domus. Construïdes sovint al voltant d'un pati, comencen a ser edificades com a cases de camp per als rics, i són cultivades per arrendataris i supervisades per un administrador (vilicus). La majoria d'aquestes construccions són abandonades a finals del segle ii i les que perduren es transformen de manera radical. Les causes en són, fonamentalment, unes reestructuracions de la producció a causa de la concentració de terres i la competència amb la producció africana. A partir del segle iv moltes se'n transformen en llocs de culte i algunes compaginen ambdues funcions, i es constitueixen en un factor important de la cristianització del món rural. A la vall del Guadalquivir perduren algunes vil·les fins al segle vii transformades en esglésies cristianes. Les invasions bàrbares unides a un canvi en la cultura i la propietat n'eliminen les darreres.
Els romans vivien en dos tipus d'edificis: la vil·la urbana, on els benestants s'allunyaven del bullici de la ciutat i gaudien de la vida tranquil·la del camp amb totes les comoditats pròpies de la ciutat, i la villa rústica, destinada a l'explotació agrícola. Algunes de les característiques més importants d'una vil·la romana són: era un centre d'explotació agrària; en alguns casos feia la funció de segon habitatge; n'hi havia una part rústica i una part urbana.

### República

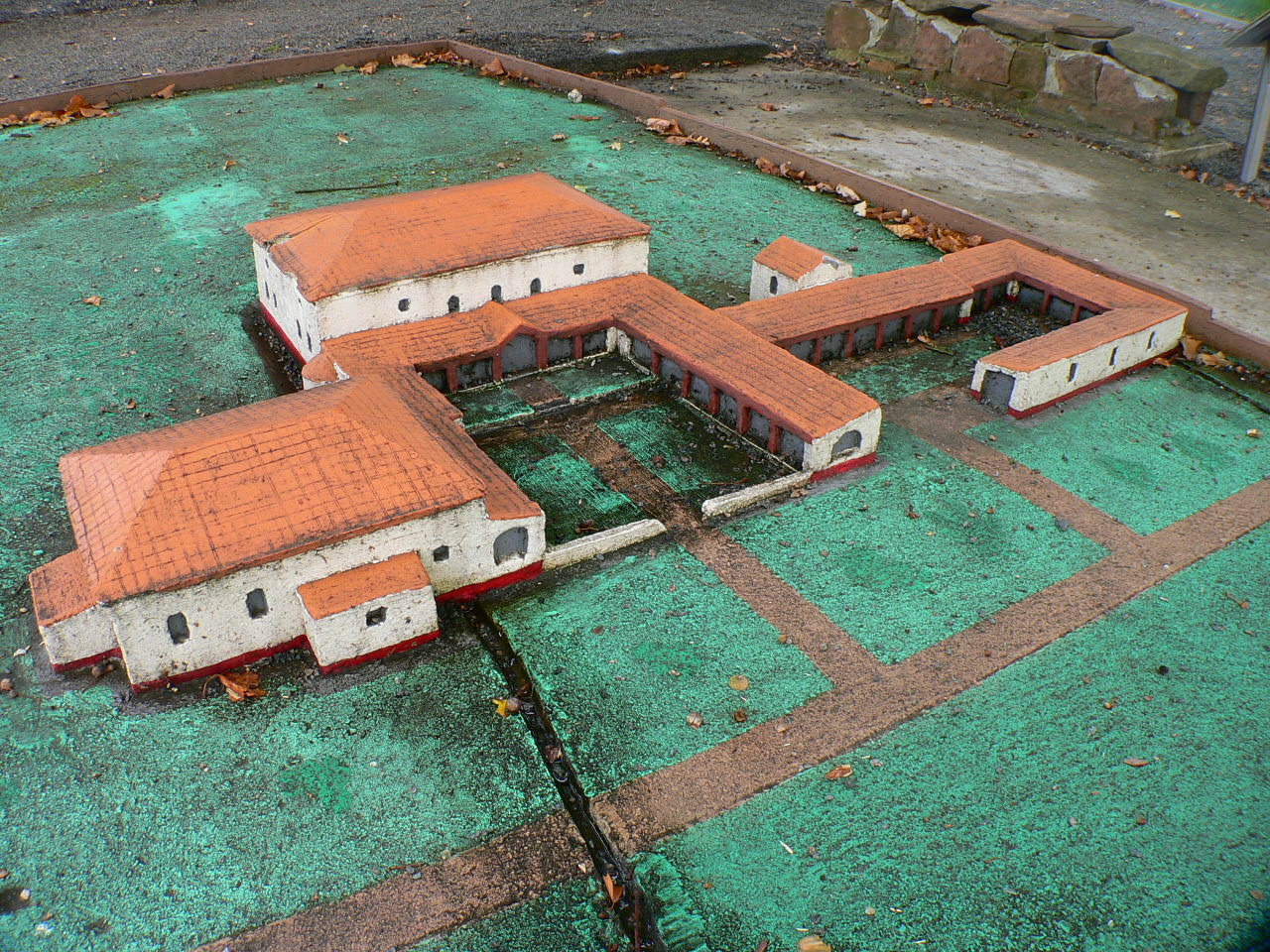
Model de vil·la romana a Hessen

La tardana República Romana va ser testimoni d'una explosió de la construcció de la vil·la a Itàlia, especialment en els anys posteriors a la dictadura de Sul·la. A Etrúria, la vil·la Settefinestre s'ha interpretat com un dels latifundis, o grans concentracions esclaus, que han participat a gran escala en la producció agrícola. Altres viles a l'interior de Roma s'interpreten a la llum dels tractats agraris escrits per Cató, Marc Terenci Varró i Columel·la, dos dels quals van tractar de definir l'estil de vida adequat conservador dels romans, almenys en termes idealistes.

### Imperi
Durant l'imperi hi havia tota mena de vil·les, algunes de les quals eren cases de plaer com la Vil·la Adriana de Tívoli o com a la Vil·la dels Papirs a Herculà, en llocs pintorescs amb vistes a la badia de Nàpols. Algunes vil·les s'assemblaven més a les cases d'Anglaterra o Polònia, la seu visible del poder d'un magnat local, com el famós palau redescobert a Fishbourne (Sussex). També eren conegudes les vil·les suburbanes en la perifèria de les ciutats, com ara el període mitjà i tardà republicà. Eren vil·les que envaïen el Campus Martius, en aquell moment als afores de Roma, i que també poden veure's fora de les muralles de la ciutat de Pompeia. Aquestes primeres vil·les suburbanes, com l'Auditori de Grottarossa a Roma, demostren l'antiguitat i el patrimoni de la vil·la suburbana al centre d'Itàlia. De fet, eren les seus de poder (potser fins i tot palaus) d'individus forts regionals o caps d'importants famílies (gens). Un altre tipus de vil·la seria “sense luxes”, el centre d'organització dels grans latifundis que produeixen i exporten productes agrícoles. En el segle iv, simplement podria connotar una explotació agrícola: com ara, Jerome traduieix l'Evangeli segons Marc (XIV, 32), en què descriu l'oliverar de Getsemaní, amb la vil·la, sense inferència que hi hagi habitatges (Enciclopèdia Catòlica "Getsemaní"). Aquestes vil·les no sols originaren moltes de les actuals poblacions de Catalunya, sinó que també esdevingueren en molts casos la base dels grans dominis medievals.

## Tipus

### Vil·les urbanes

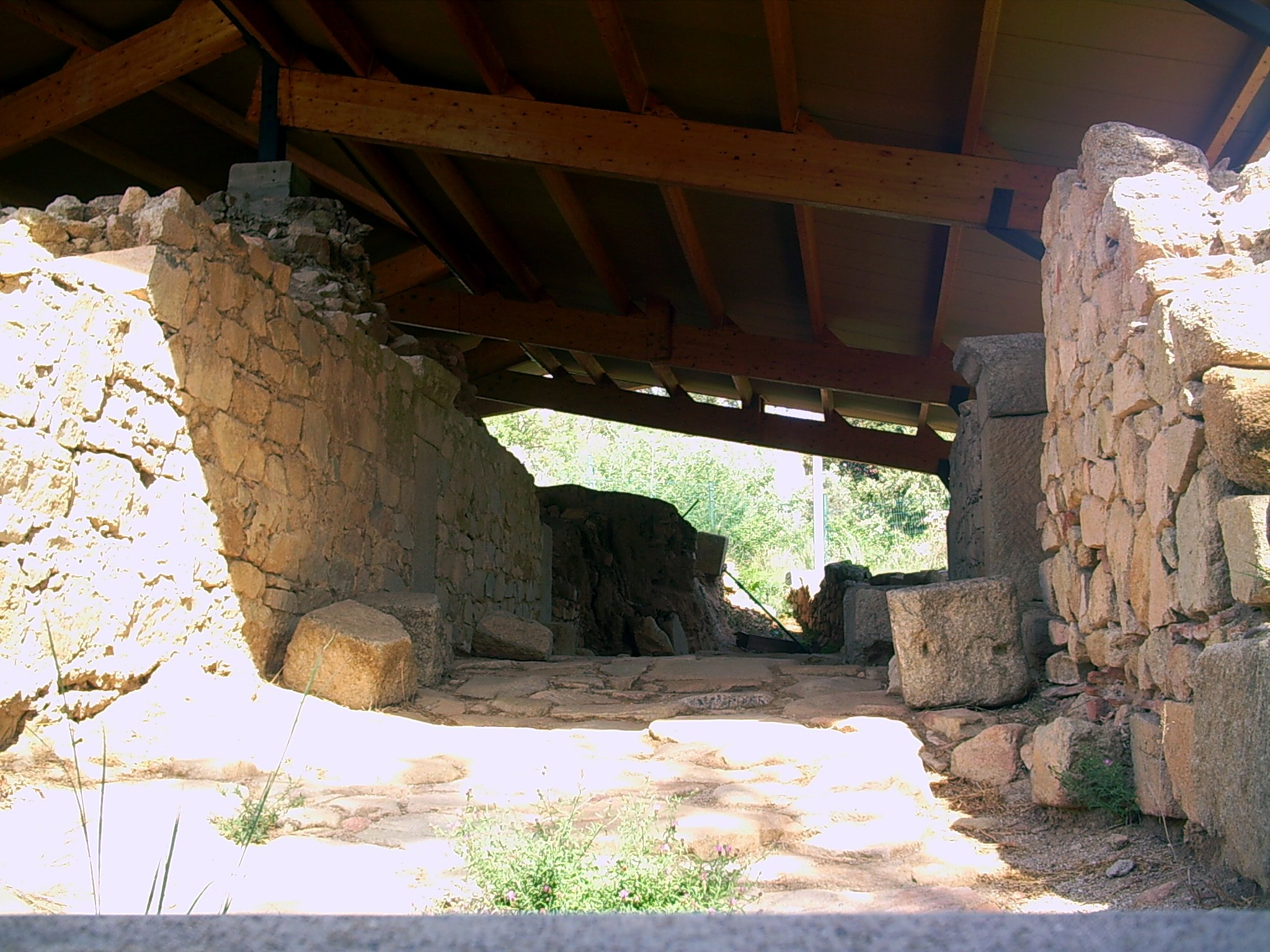
Jaciment arqueològic de Can Modolell, vil·la imperial

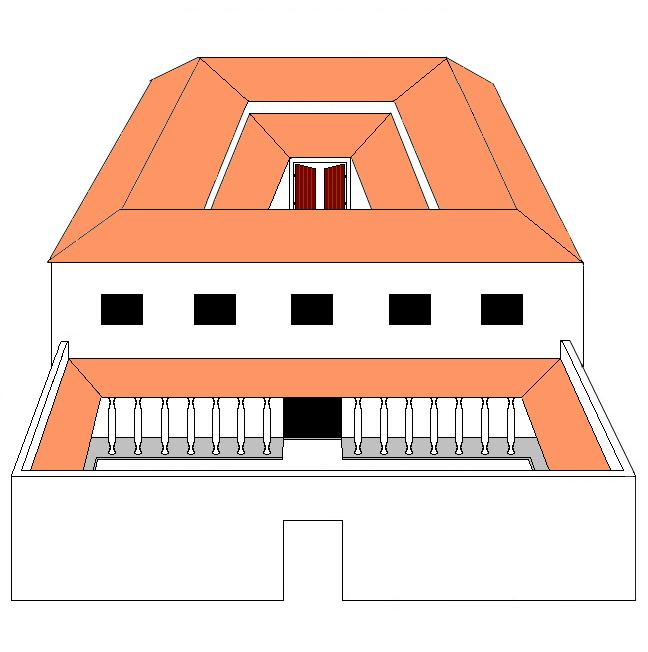
Model de vil·la urbana

Les villae suburbanae (urbanes) eren residències de l'aristocràcia romana, i tenien l'origen en el palau hel·lenístic. A partir del segle i aC, el peristil n'és l'espai dominant, que desplaça l'atri. Se n'han trobat a la Campània i el Laci. La millor conservada és la Vil·la dels Misteris a Pompeia, del segle ii aC. Les suburbanae poden ser de diverses classes: amb atri; amb atri i peristil, amb peristil, amb pavellons i en forma d'hemicicle o de "U".

### Vil·les imperials
Les vil·les imperials eren edificacions on residia l'emperador; per això estaven ben protegides i la seva grandiositat i exquisida decoració donaven mostres del poder imperial. Començaren a construir-se a partir del segle i amb l'arribada del nou règim. La més antiga de les conegudes és la de l'emperador Tiberi Capri, construïda en una illa. La vil·la d'Adrià a Tívoli era una de les més impressionants i hi tingueren cabuda els monuments més representatius de l'imperi.

### Vil·les carolíngies
A tot l'Imperi Romà, les villae (o vil·les) es van abandonar o transformar vers els segles IV, V o VI. El poblament, després d'aquesta data, ja plenament medieval, es traslladà a nous llocs habitats, que podien rebre el nom de vil·les, de vilars, de castella, etc. Les antigues villae romanes esdevingueren sovint necròpolis (tal com s'esdevingué a la Vil·la Fortunatus (al nord de Fraga), passaren a ser indrets on es realitzaven activitats artesanes o llocs d'hàbitat de comunitats rurals. En general, però, darrerament es tendeix a pensar que, mentre els territoris o termes pobletans es van mantenir, els llocs d'habitació sovint es van traslladar a una certa distància de la ubicació de l'antiga villa clàssica, i foren poc estables, i tendí a predominar-hi un poblament semidispers (vilars).
En època carolíngia, cal distingir unes vil·les situades al centre de l'imperi (entre el Loira i el Rin), on predominava un sistema bipartit (basat en l'existència d'una reserva senyorial i una terra repartida en masos), de les vil·les situades a la resta de l'imperi, especialment en les terres marginals. Als comtats catalans, quan es parla de vil·les, en aquests segles VIII, IX i X, certament s'està parlant de petits nuclis de població, que molt sovint foren el precedent dels pobles actuals. Els senyors jurisdiccionals d'aquestes vil·les carolíngies de la Catalunya Vella eren els comtes o altres senyors laics o eclesiàstics importants; el domini sobre la terra podia restar en mans de pagesos aloers o també de senyors laics o eclesiàstics (abats o bisbes).

## Vil·les romanes a la província Tarraconense

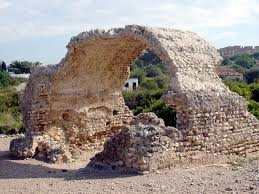
Vil·la romana dels Munts

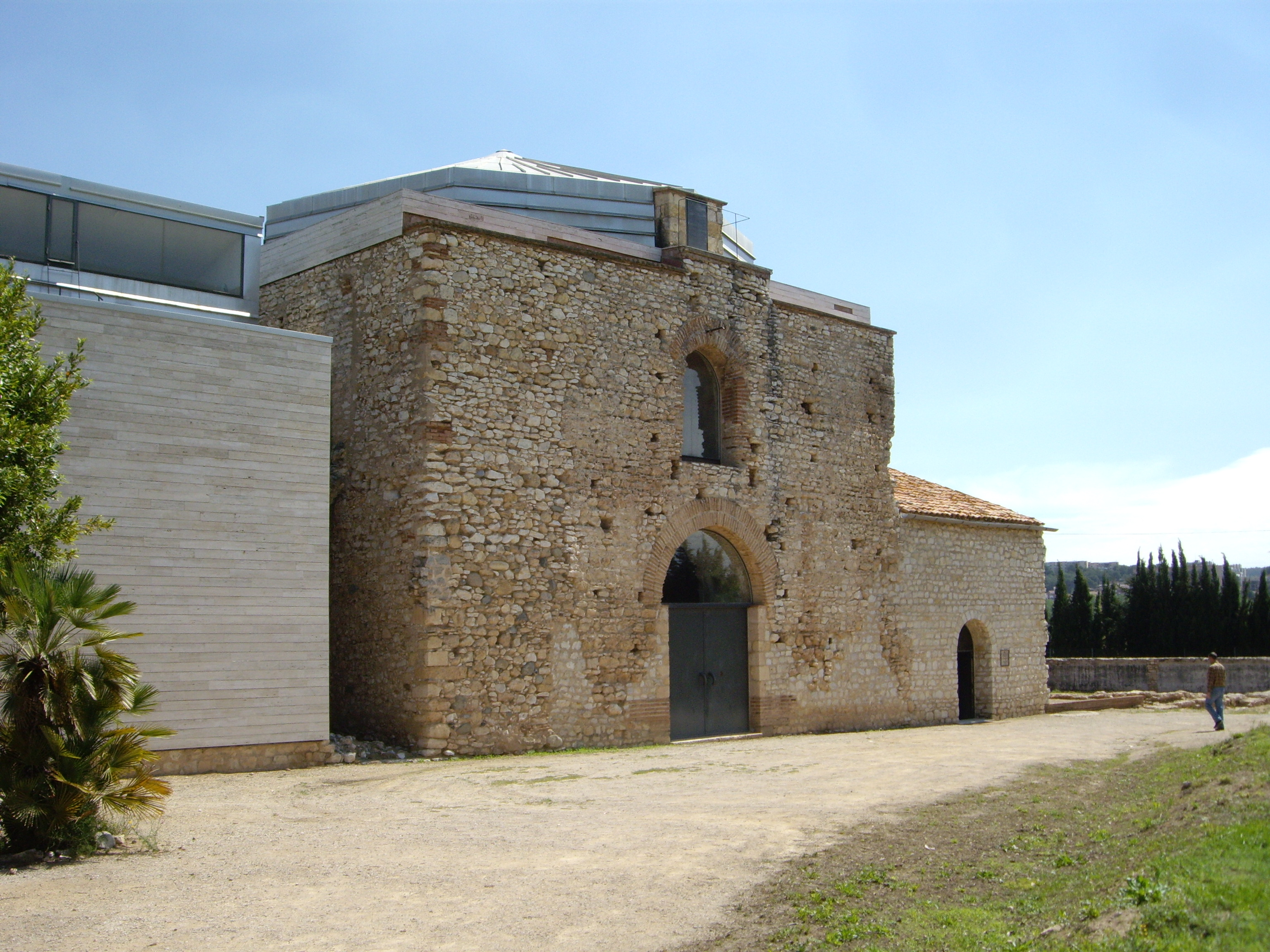
Vil·la romana de Centcelles, Mausoleu de Centcelles

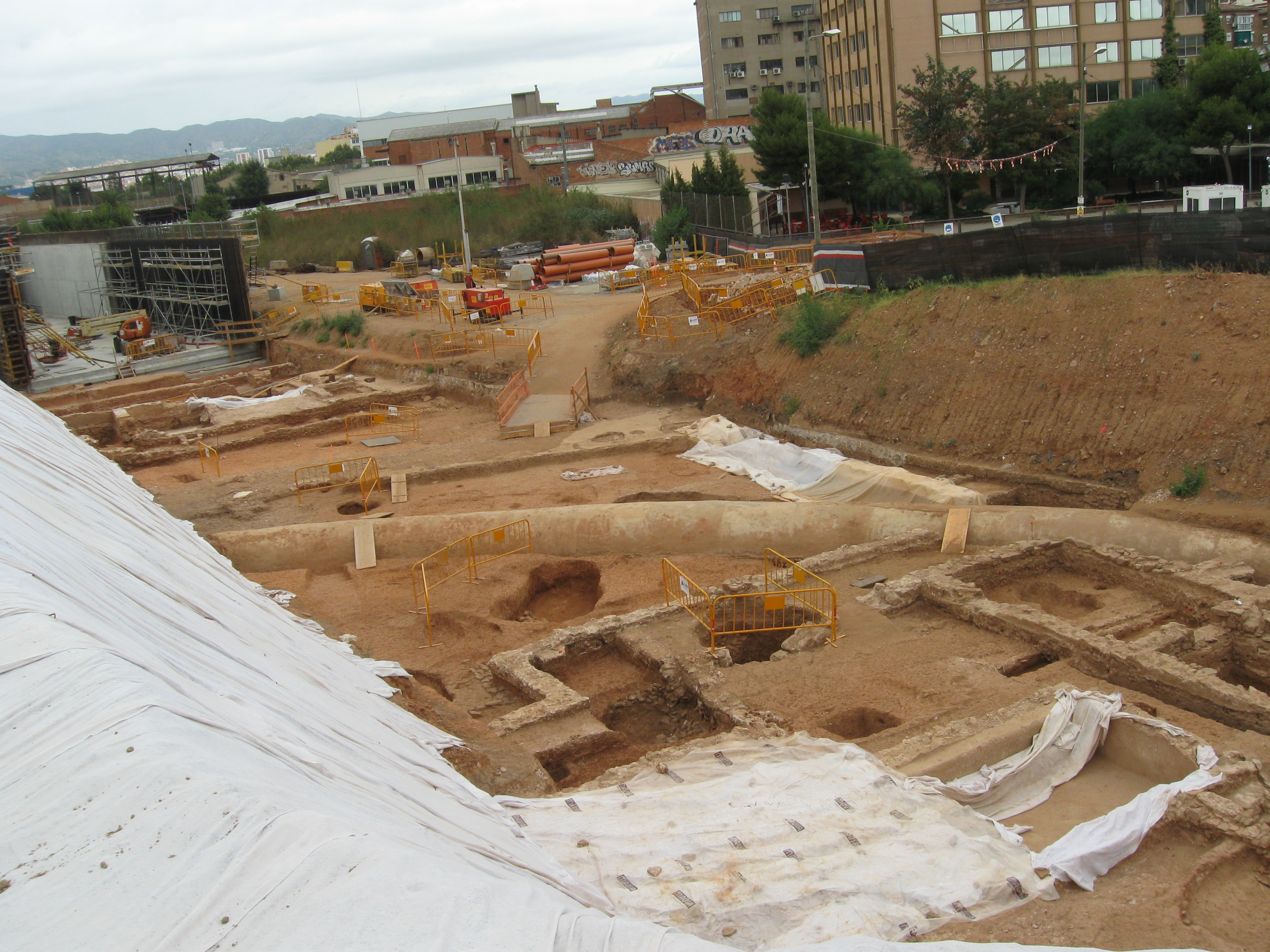
Vil·la romana de la Sagrera

En el món romà, una ciutat com Tàrraco era un veritable centre de control polític i econòmic de tot un territori que era explotat seguint el model de producció de Roma. Part del territori d'una ciutat era repartit en lots iguals entre els antics soldats assentats, que es convertien en colons. Moltes d'aquestes propietats requerien una instal·lació arquitectònica que en permetés l'explotació. Neix així la vil·la o casa de camp, on vivia el propietari de les terres. Els excedents d'aquestes explotacions (blat, vi, oli…) es canalitzaven cap a la ciutat.
De les villae de Tàrraco, les més antigues van ser fundades a la segona meitat del segle ii aC, tot coincidint amb la transformació del campament militar de Tàrraco en un veritable nucli urbà. La vitalitat i significació de la ciutat, així com les condicions geogràfiques i climàtiques de l'entorn, van propiciar una gran densitat en aquest procés d'ocupació fins a mitjan segle iii. Són difícils de precisar els límits exactes del territori (territorium) que depenia directament de la colònia de Tàrraco: sembla que cap al sud limitaria amb el coll de Balaguer, cap a l'interior amb el territori d'Ilerda (Lleida) –per la zona de les Garrigues– i cap al nord el límit seria probablement el riu Llobregat (pont de Martorell).
En el territori d'influència de Tàrraco, capital de la província Tarraconense s'han localitzat nombroses villae –com la dels Munts– dotades d'un nivell de sumptuositat molt per damunt del que era habitual en altres sectors de la costa catalana, i lligades a alts funcionaris provincials i municipals. Aquests passaven llargues temporades a Tàrraco i tenien les seves mansions -veritables palaus- fora del nucli urbà, per als seus moments d'esbarjo. Aquests establiments, que compartien una doble funcionalitat –agrícola i residencial–, van anar evolucionant tot seguint els esquemes arquitectònics i decoratius que es desenvolupaven en terres itàliques.
La decadència de l'Imperi Romà va provocar la va gentrificació de Tarraco, que va esdevenir Tarragona i va concentrar exclusivament les classes privilegiades dins de la muralla, expulsant la població humil cap al món rural. Les vil·les romanes van passar a mans visigòtiques i van atraure la població urbana expulsada, que viuria en petites construccions al voltant de la casa del patró, arrel de la majoria dels pobles actuals, però va mantenir la religió pagana i la llengua i cultura indígenes.

### Vil·les

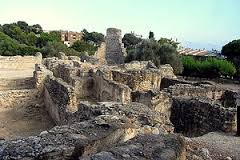
Vil·la romana dels Munts

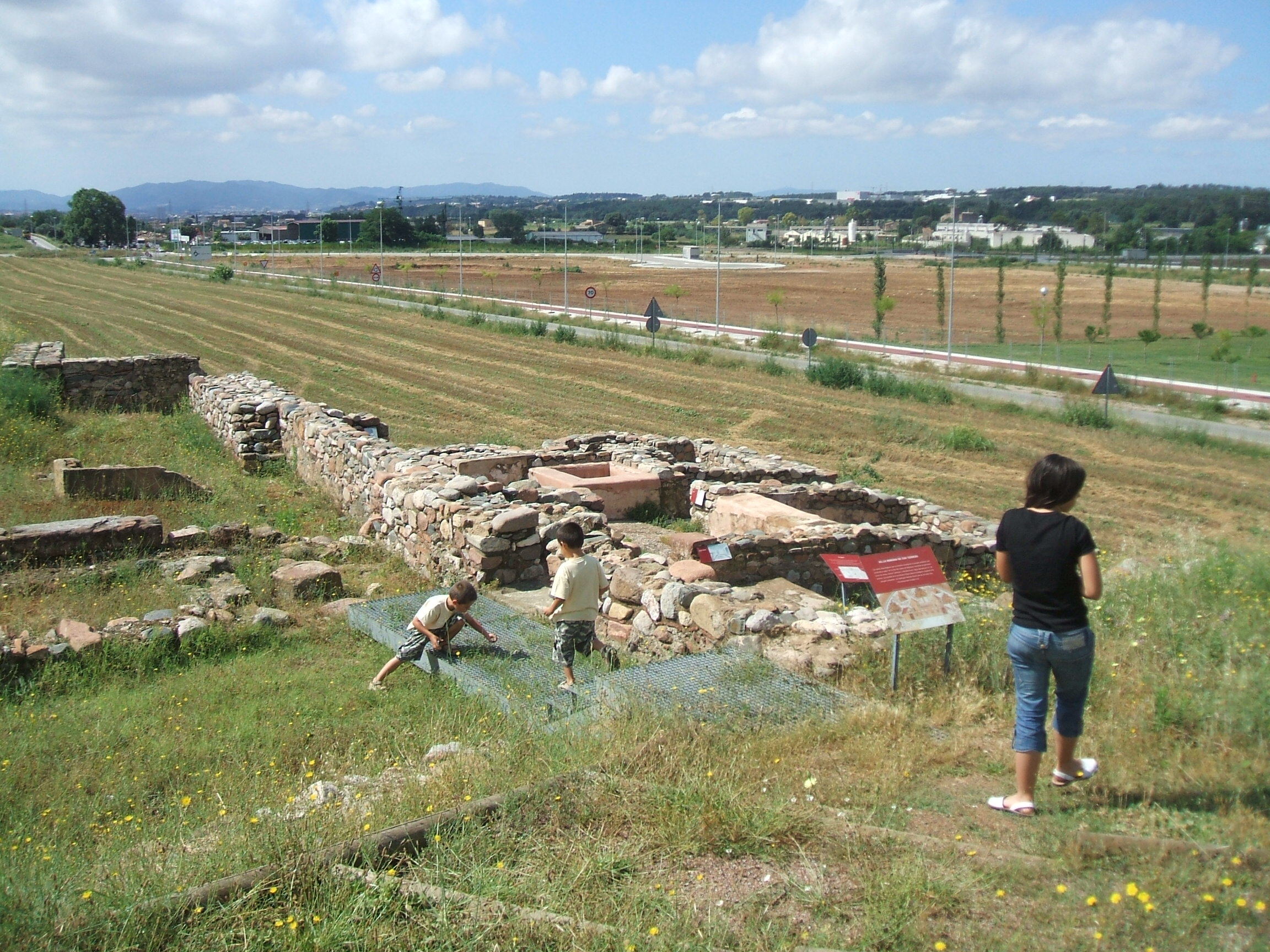
Vil·la romana de Can Terrers

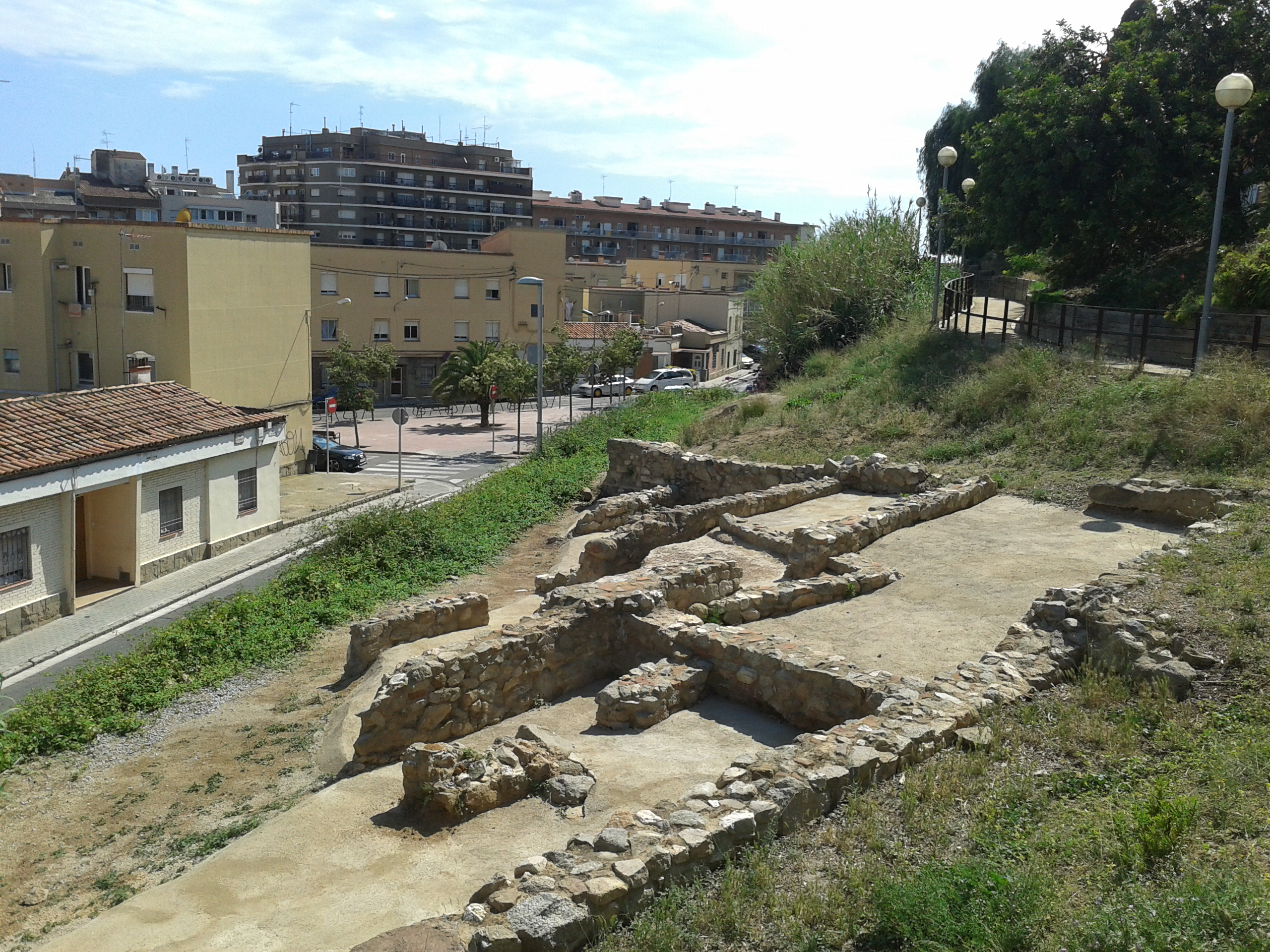
Vil·la romana de Rocafonda o dels Caputxins

A Tàrraco hi havia 48 vil·les diferents, en un terreny d’uns 345 quilòmetres quadrats.
- Vil·la dels Antigons. Va ser la més important i luxosa del territori. Era a tocar del Mercat del Camp, a la Canonja. Va ser destruïda als anys 1970, en construir-hi a sobre una fàbrica de pinsos.
- Vil·la romana d'Adarró (Vilanova i la Geltrú, Garraf). Al principi era un assentament ibèric.[6]
- Vil·la romana d'Arraona, establerta al cim de la serra de Sant Iscle. Fou citada en els itineraris romans, ja que antigament la Via Augusta havia passat pel Vallès i, per tant, era un lloc transitat.[7]
- Vil·la romana de Barenys, a Salou.[8]
- Vil·la romana de la Pineda (Vila-seca, Tarragonès).[9] Se n'han trobat restes romanes a l'excavació que va començar l'any 2000.
- Vil·la romana de Can Caseta.[10]
- Vil·la romana de Can Sent-romà.
- Vil·la romana de Can Terrers.
- Vil·la romana de Centcelles.[11]
- Vil·la romana de Can Cortada.[12]
- Vil·la romana del Collet.[13]
- Vil·la de la Llosa (Cambrils, Baix Camp).
- Vil·la romana de l'Espelt.[14]
- Vil·la romana imperial de Can Modolell al jaciment arqueològic de Cabrera de Mar, al Maresme.[15]
- Vil·la romana de Montfullà (Bescanó, Gironès).[16]
- Vil·la del Moro (Torredembarra, Tarragonès).
- Vil·la del Morer, destinada a la producció de vi (Sant Pol de Mar, Maresme).[17]
- Vil·la romana dels Munts (Altafulla, Tarragonès).[18]
- Vil·la romana de Pla de Palol.[19]
- Vil·la romana de Rocafonda.[20]
- Vil·la romana de la Sagrera.
- Vil·la romana de Torre Llauder. L'any 1964 s'acordà la protecció del jaciment amb la seva declaració com a Monument Historicoartístic d'Interès Nacional, acord que es va fer públic al BOE l'any següent.[21]
- Vil·la romana del Turó de Montgat. Es tracta d'un jaciment d'època romana descobert arran de les troballes efectuades a l'esquerra de la sortida del túnel del tren de Montgat, en direcció a Mataró. En aquest indret s'hi veien les restes estructurals romanes, consistents en un paviment d'opus signinum, juntament amb les quals es documentaren ceràmiques d'època romana, no descrites. En fer una excavació a la Torre de Ca l'Alsina el 1989, s'hi pogueren trobar ceràmiques romanes, segurament pertanyents al mateix jaciment, el qual s'estendria a banda i banda de la via del tren. Donades les característiques de les troballes, es pot parlar de la hipotètica existència, en aquest lloc, d'un establiment rural d'explotació agropecuària d'època romana, de tipus villae.[22]
- Vil·les romanes a Vila-rodona (Vil·la Rodona i Vil·la dels germans Rotundus).[23]
- Vil·la romana dels Tolegassos (Viladamat, Alt Empordà).[24]
- Vil·la de Vilarenc, d'explotació agrícola (Baix Penedès).[25]
- Vil·la romana de Vilauba.[26]
- Vil·la romana de Banyeres, a Mallorca.
- Vil·la romana de la Mesquida.
- Vil·la romana de Can Maiol.
- Vil·la romana de Son Joan Jaume.